# Pelidnota aurescens
Pelidnota aurescens är en skalbaggsart som beskrevs av Bates 1888. Pelidnota aurescens ingår i släktet Pelidnota och familjen Rutelidae. Inga underarter finns listade i Catalogue of Life.